# Kouty (powiat Havlíčkův Brod)
Kouty – wieś i gmina w Czechach, w powiecie Havlíčkův Brod, w kraju Wysoczyna. 1 stycznia 2014 liczyła 194 mieszkańców.